# Kdump (Linux)
kdump je označení pro schopnost obsaženou v linuxovém jádře, která umožňuje v případě pádu jádra vytvořit výpis paměti. Ta pak může být využita pro ladění. Obraz operační paměti je vytvořen ve formátu ELF a může být přímo čten přes rozhraní /proc/vmcore, uložen do souborového systému, přímo do vnější paměti bez souborového systému a nebo na vzdálený systém dostupný přes síť. 
V hlavní větvi jádra Linuxu je kdump od verze 2.6.13 vydané 29. srpna 2005.